# Anthony Basso
Anthony Basso (Besançon, Francia, 4 de julio de 1979 – Besançon, 23 de enero de 2025) fue un futbolista francés que jugó en la posición de guardameta.

## Equipos
| Periodo   | Club                           | Apariciones | Goles |
| --------- | ------------------------------ | ----------- | ----- |
| 1999–2001 | AJ Auxerre                     | 0           | 0     |
| 2001–2004 | Udinese Calcio                 | 1           | 0     |
| 2001–2002 | → AS Viterbese Calcio (cedido) | 23          | 0     |
| 2002–2003 | → Benevento Calcio (cedido)    | 8           | 0     |
| 2003–2004 | → Chieti Calcio (cedido)       | 21          | 0     |
| 2004–2006 | Viking FK                      | 36          | 0     |
| 2006–2007 | AJ Auxerre                     | 0           | 0     |
| 2007–2009 | Hearts                         | 7           | 0     |
| 2010–2011 | Besançon RC                    | 4           | 0     |
| 2011      | Yverdon-Sport FC               | 15          | 0     |

## Logros
- Copa Intertoto (1): 2006